# José Penna
José María Penna fue un médico argentino de fines del siglo XIX y principios del siglo XX. Fue considerado un «Eminente médico sanitarista, epidemiólogo e investigador argentino, reconocido en el mundo entero. Fue autor de las principales leyes de higiene, profilaxis y salubridad pública».

## Primeros años
José Penna nació el 5 de abril de 1855 en la ciudad de Buenos Aires, hijo de Ana de Ferrari y del coronel Juan Penna.
Cursó el bachillerato en el Colegio Nacional de Buenos Aires trabajando durante esos seis años como ayudante en una herrería. En 1872 trabajó como celador en su antiguo colegio y en 1873 ingresó en la Facultad de Medicina de la Universidad de Buenos Aires.
Ese mismo año actuó como practicante en la comisión de salubridad de la parroquia de Balvanera dirigida por el doctor Juan Camelino durante la epidemia de cólera que azotó la ciudad.
Cuando comenzaba a cursar el segundo año, la revolución de 1874 interrumpió sus estudios, alistándose como subteniente del Primer Batallón del Regimiento 3 de Guardias Nacionales. Formó en la vanguardia bajo el mando del coronel Hilario Lagos.

## Trayecto
En 1876 ingresó como practicante mayor en el Hospital de Mujeres y fue miembro fundador del Círculo Médico Argentino. En 1877 fue practicante en el Hospital de Hombres.
Se doctoró en 1879 con sólo 24 años de edad presentando una tesis denominada "Uremia", siendo el primero que escribió sobre medicina experimental.
En 1882 fue designado subdirector y más tarde director de la Casa de Aislamiento, institución en la que continuó trabajando por más de 30 años.
En 1884 fue designado miembro de la Academia Nacional de Medicina (Argentina), institución de la que ocuparía la vicepresidencia y luego la presidencia.
Entre 1885 y 1890 fue profesor de Patología en la Facultad de Medicina y ese último año se hizo cargo de la cátedra de Clínica de Enfermedades Infecciosas.
Tuvo una destacada actuación durante las epidemias de cólera que afectaron a la ciudad de Buenos Aires en los años 1886 y 1887. Durante las mismas, impulsó la evacuación de los enfermos al campo y dispuso la cremación de los fallecidos en un intento de controlar la propagación de la enfermedad, por entonces incurable. Finalizada la emergencia, se le hizo pública entrega de una medalla y una placa de oro en reconocimiento de su destacada actuación. La experiencia adquirida la reflejaría en dos libros acerca de esa enfermedad.
Tuvo un papel similar durante las epidemias de 1894 y 1895, y en 1896 le cupo en suerte descubrir tempranamente la aparición de casos de fiebre amarilla en el barrio de Belgrano y aislando los enfermos evitar la propagación de la enfermedad que había enlutado a la ciudad en la epidemia de 1871.
En 1900 intervino nuevamente ante la aparición de la que fue llamada "fiebre oriental", enfermedad aún no conocida en el país.
En 1906 asumió la dirección de la Asistencia Pública. Durante su ejercicio se proyectaron los hospitales Álvarez, Alvear y Piñeiro.
En 1910 fue puesto al frente del Departamento Nacional de Higiene. Desde ese cargo creó el servicio antivariólico, el Instituto Bacteriológico y organizó la oficina de Ingeniería Sanitaria.
En mayo de 1910 fue elegido diputado nacional por la provincia de Buenos Aires. Durante su mandato, que se extendió hasta el 30 de abril de 1914, presentó y logró la aprobación de proyectos como la ley de Defensa contra la Lepra (ley 11359), la de vacunación y revacunación antivariólica y la Ley de Profilaxis del Paludismo.
Presentó otros proyectos sobre el ejercicio de la medicina, odontología y veterinaria que se aprobarían años más tarde. También fueron de su autoría proyectos de higiene, desinfección y profilaxis de los ferrocarriles, para la provisión de material sanitario destinado a los provincias y territorios nacionales, obras de salubridad en Campo de Mayo y destinadas al establecimiento de estaciones sanitarias para vacunación obligatoria en todo el país.
Publicó numerosos libros entre los que se encuentran El cólera en la Argentina, La viruela en América del Sur, Atlas Sanitario, La Cremación, Administración Sanitaria y la Asistencia Pública de Buenos Aires, La influenza, La peste oriental, etc.
Fue miembro corresponsal de la Academia de Río de Janeiro, de la Société Medico-Pratique de París y de otras sociedades médicas extranjeras.
Jubilado en 1916 continuó ejerciendo la práctica privada y falleció el 29 de marzo de 1919, a los 64 años, mientras atendía a una paciente en visita domiciliaria.
La Revista del Centro Médico Argentino, a los pocos días de su fallecimiento, expresó: 
«Su fallecimiento ha conmovido el país y nosotros lo hemos sentido con la angustia y el dolor del más profundo pesar. Su desaparición deja un vacío difícil de llenar. 
Significa la extinción de una gloria de nuestra Escuela y de nuestra sanidad nacional. Hemos perdido al primer epidemiólogo de la América del Sud y el más insigne maestro fundador y propagandista de la cátedra que dictó en pos de las más nobles conquistas de la ciencia médica.».
De acuerdo a sus instrucciones, sus restos fueron cremados y en un modesto ataúd de pino (de los utilizados en la época para difuntos anónimos) depositados en el Cementerio de la Chacarita.
El doctor José Penna había casado con Lucia Wicillac.